# Ruin

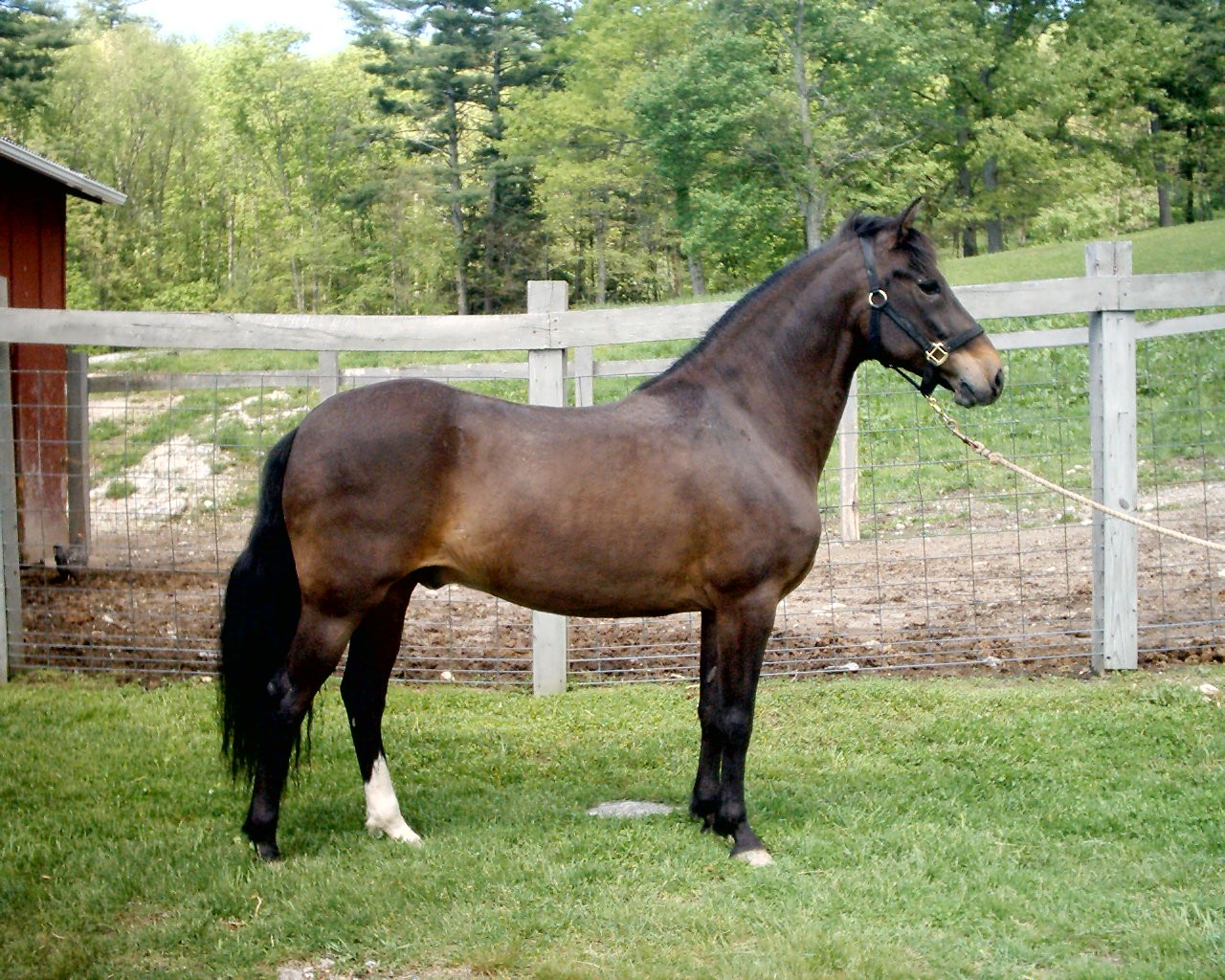
Een ruin

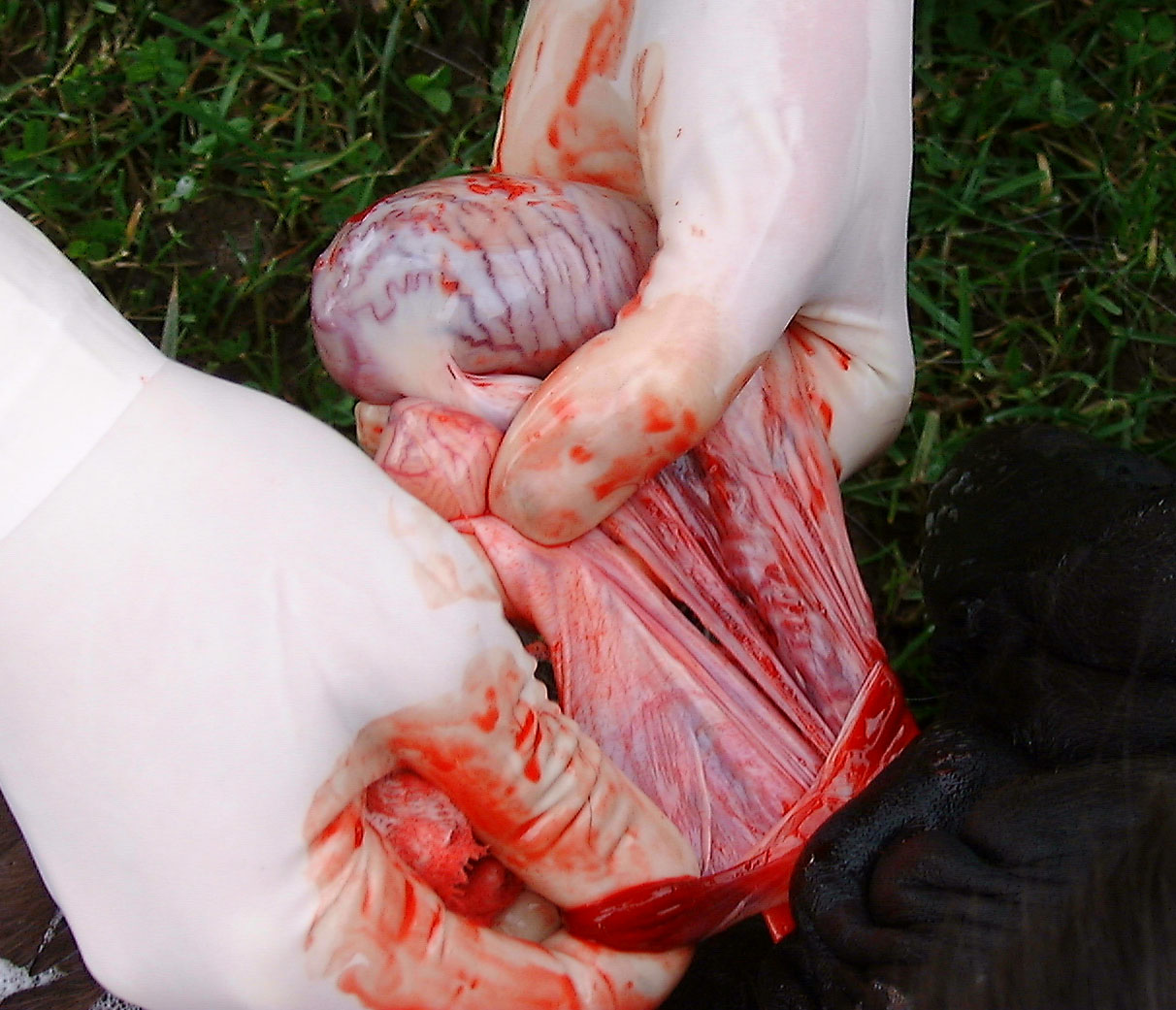
Castratie van een hengst

Een ruin is een hengst (paard of ezel) waarvan de teelballen operatief verwijderd zijn. Deze medische ingreep wordt castratie genoemd. Hierdoor verliest de hengst zijn vruchtbaarheid. 
Castratie wordt doorgaans uitgevoerd om jonge hengsten die afgekeurd zijn voor de fokkerij makkelijker in omgang te maken, om ze zo voor de rest van hun leven als betrouwbaar werk- of sportpaard te kunnen blijven gebruiken. Ruinen zijn bijvoorbeeld bij wedstrijden makkelijker te hanteren omdat zij minder afgeleid worden door eventueel aanwezige 'hengstige' merries. 
Een echte dekhengst kan niet zomaar samen met een merrie in een weide wanneer het niet de bedoeling is nageslacht te produceren. Doorgaans wordt slechts een paar procent van de jonge hengsten goedgekeurd door het betreffende stamboek en kan dan als geregistreerde dekhengst nakomelingen verwekken. 
Een gecastreerde hengst is nog zo'n dertig dagen na de ingreep vruchtbaar. Gedurende die periode is nog vruchtbaar materiaal in de zaadleiders aanwezig. Als slechts een van beide teelballen wordt verwijderd, omdat de andere niet makkelijk bereikbaar is (doordat deze niet is ingedaald), is het dier (ook wel klophengst genoemd) eveneens onvruchtbaar, maar verandert het gedrag niet.
Voor het castreren van een paard zijn er twee methoden: staand of liggend. De liggende methode is veiliger omdat het paard  wanneer het staat ondanks de plaatselijke verdoving nog steeds kan trappen. Meestal wordt de ingreep daarom  uitgevoerd met het dier in liggende houding en de benen vastgebonden. Het paard wordt licht verdoofd en de testikels worden plaatselijk verdoofd. De ingreep duurt ongeveer een kwartier. De ontstane wond wordt na de operatie niet gehecht. Dat gebeurt bewust. De operatie wordt namelijk in een niet-steriele omgeving uitgevoerd waardoor kans op infectie groot is. De wond moet daarom iedere dag worden schoongespoeld.
De castratie wordt meestal uitgevoerd bij jaarlingen en of bij tweejarigen (twenters). Sommige paardenhouders vinden een leeftijd van drie jaar beter. 
Sommige gevorderde ruiters en rijscholen voor hogeschooldressuur werken liever met echte hengsten omdat deze enerzijds een meer alerte en trotse uitstraling bezitten, meer aanleg voor bepaalde oefeningen hebben (levade), en uiteraard ook omdat tophengsten die veel wedstrijden gewonnen hebben zeer gewild zijn in de fokkerij en daarmee een aanzienlijk grotere economische waarde vertegenwoordigen dan een vergelijkbare kampioen die ruin is.